# Jørgen Jersild
Jørgen Jersild, född 17 september 1913, död 6 februari 2004, var en dansk tonsättare. Han är i Sverige dock mest känd som författaren till ett antal böcker som används som övningsmaterial i gehörsundervisningen.

## Verklista i urval
- Tre sånger (för sopran och piano; 1944)
- Trois pièces in concert (för piano; 1945)
- Liten svit (för stråkar; 1950)
- Music Making in the Forest (Serenad för flöjt, oboe, klarinett, horn och fagott; 1951)
- Tre madrigaler (för kör a cappella; 1959)
- Duo concertante (för fyrhändigt piano); 1962)
- The Birthday-Concert (15 orkesterstycken för barn; 1962)
- Tre danska kärlekssånger (1968)
- Pezzo elegiaco per arpa solo (1969)
- Concerto per arpa e orchestra (1976)
- Pastoral (för stråkorkester; 1977)
- Fantasia per arpa solo (1977)
- Stråkkvartett (1982)
- Två impromptun (för två harpor; 1984)
- Fantasia per organo (1984)
- Tre romantiska körsånger (1984)
- 15 Piano Pieces for Julie (för piano; 1985)
- 21 polyrytmiska studier (för flöjt, oboe, klarinett, horn och fagott; 1986)